# はくちょう座AF星
はくちょう座AF星（はくちょうざAFせい）は、はくちょう座の脈動変光星。

## 概要
比較的明るい半規則型変光星で、肉眼では観測できないものの双眼鏡を使用すれば観測することができる。92.5日の周期で6.4等と7.7等の間を半規則的に変光するが、三重周期が検出されている。脈動に伴いスペクトル型がM4-M8の間を変化する赤色巨星であり、細分類も周期性の悪い赤色巨星の半規則型変光星が登録されるSRB型である。変光星総合カタログでははくちょう座AF星はかんむり座RR星とともにSRB型の代表星とされている。

## 導入方法
はくちょう座δ星の近くにあり、δ星から導入する。

## 名称
学名はAF Cygni（略称：AF Cyg）、ボン掃天星表の番号はBD+45°2913、ヘンリー・ドレイパーカタログの番号はHD 184008。